# Incastellamento

Incastellamento est un terme provenant de l'italien et traduit en français par « enchâtellement ». Dans la plupart des cas, ce mot désigne l'action de fortifier des habitats par un château, en particulier à l'époque médiévale. L'historien Pierre Toubert a utilisé ce terme pour rendre compte de la multiplication des villages fortifiés ruraux dans le Latium entre le Xe et le XIIe siècle. Ces châteaux, que les sources appellent castra ou castella, dominent généralement des habitats groupés sur un site perché et défendus par une enceinte.
Dernière idée, ce mouvement d'enchâtellement a été analysé en particulier sur le pourtour méditerranéen (Latium, Roussillon, Languedoc…) puisque l'incastellamento a profité des sites montagneux de défense. Pour souligner ce même caractère de regroupement villageois, mais en dehors des sites perchés, le terme d'« encellulement » a été avancé par l'historien Robert Fossier (en particulier en Picardie).
L'incastellamento doit être compris comme l'une des figures de la croissance économique et comme l'une des modalités par lesquelles s'opèrent les bouleversements du peuplement observés aux Xe et XIe siècles.

## En Provence
Un premier incastellamento se produit en Provence au tournant des Xe et XIe siècles. Bien que le phénomène d'incastellamento y soit aussi issu d'une militarisation du territoire, cet aspect y est secondaire. La présence sarrasine eut beaucoup moins d'effets en Provence : c'est souvent le seigneur qui décide et organise la création d'un habitat fortifié et en hauteur.